# Liste der Kulturdenkmäler in Breitscheidt
In der Liste der Kulturdenkmäler in Breitscheidt sind alle Kulturdenkmäler der rheinland-pfälzischen Gemeinde Breitscheidt aufgelistet. Grundlage ist die Denkmalliste des Landes Rheinland-Pfalz (Stand: 4. Mai 2023).

## Einzeldenkmäler
| Bezeichnung          | Lage                                 | Baujahr                           | Beschreibung | Bild |
| -------------------- | ------------------------------------ | --------------------------------- | --- | ---- |
| Bahnhof Breitscheidt | Breitscheidt, Am Bahnhof 12 Lage     | gegen 1884                        | Stationsgebäude; Typenbau mit hölzerner Laube, gegen 1884                                                                 | BW   |
| Wohnhaus             | Breitscheidt, Wilhelmstraße 6/8 Lage | 18. Jahrhundert                   | Fachwerkhaus, teilweise massiv, 18. Jahrhundert                                                                           | BW   |
| Wohnhaus             | Thalhausen, Nr. 4 Lage               | 18. Jahrhundert                   | Fachwerkhaus, teilweise massiv und verschiefert, 18. Jahrhundert                                                          | BW   |
| Hofanlage            | Unterschützen, Brunnenweg 1/3 Lage   | 18. Jahrhundert                   | Hofanlage; Fachwerkhaus, 18. Jahrhundert, Wirtschaftsteil, teilweise Fachwerk, 19. Jahrhundert                            | BW   |
| Wohnstallhaus        | Unterschützen, Brunnenweg 7 Lage     | 18. Jahrhundert                   | Wohnstallhaus; Fachwerkbau, teilweise massiv oder verkleidet, 18. Jahrhundert                                             | BW   |
| Hofanlage            | Unterschützen, Lindenstraße 13 Lage  | erste Hälfte des 18. Jahrhunderts | Hofanlage; stattliches Fachwerkhaus, erste Hälfte des 18. Jahrhunderts; Wirtschaftsteil, Fachwerk, spätes 19. Jahrhundert | BW   |